# Nicole Hackett
Nicole Leanne Hackett (Sydney, 10 december 1978) is een Australische triatlete. Ze werd wereldkampioene op deze discipline. Ook nam ze eenmaal deel aan de Olympische Spelen, maar won bij die gelegenheid geen medaille.

## Biografie
Haar eerste succes boekte ze in 1997 door de wereldkampioenschappen voor junioren op haar naam te schrijven. Het jaar erop prolongeerde ze deze titel.
In 2000 werd ze in Perth wereldkampioene triatlon op de olympische afstand. Daarvoor was ze tweevoudig wereldkampioen triatlon junioren.
Hackett deed in 2000 mee aan de eerste triatlon op de Olympische Zomerspelen van Sydney. Ze behaalde een 9e plaats in een tijd van 2:03.10,81. Ze was hiermee de enige Australische deelneemster die niet in de top-8 eindigde. Haar tussentijden waren: 19:41.08 voor het zwemen, 1:05.37,10 voor het fietsen en 37.52,63 voor het lopen.

## Titels
- Wereldkampioene triatlon op de olympische afstand - 2000
- Wereldjeugdkampioene triatlon - 1997, 1998

## Belangrijkste uitslagen

### triatlon
- 1997:  WK junioren in Perth - 2:05.31
- 1998:  WK junioren in Lausanne - 2:13.17
- 1999: 21e WK olympische afstand in Montreal - 01:58:28
- 2000:  WK olympische afstand in Perth - 1:54.43
- 2000: 9e Olympische Spelen van Sydney - 2:03.10,81
- 2002:  Gemenebestspelen in Manchester
- 2002: 5e WK olympische afstand in Cancún - 2:02.35

### aquatlon
- 1999:  WK in Noosa

1989: Erin Baker ·
1990: Karen Smyers ·
1991: Jo-Anne Ritchie ·
1992: Michellie Jones ·
1993: Michellie Jones ·
1994: Emma Carney ·
1995: Karen Smyers ·
1996: Jackie Gallagher ·
1997: Emma Carney ·
1998: Joanne King ·
1999: Loretta Harrop ·
2000: Nicole Hackett ·
2001: Siri Lindley ·
2002: Leanda Cave ·
2003: Emma Snowsill ·
2004: Sheila Taormina ·
2005: Emma Snowsill ·
2006: Emma Snowsill ·
2007: Vanessa Fernandes ·
2008: Helen Jenkins ·
2009: Emma Moffatt ·
2010: Emma Moffatt ·
2011: Helen Jenkins ·
2012: Lisa Nordén ·
2013: Non Stanford ·
2014: Gwen Jorgensen ·
2015: Gwen Jorgensen ·
2016: Flora Duffy ·
2017: Flora Duffy ·
2018: Vicky Holland ·
2019: Katie Zaferes ·
2020: Georgia Taylor-Brown ·
2021: Flora Duffy